# Śliniacznik
Śliniacznik (Biatas nigropectus) – gatunek małego ptaka z rodziny chronkowatych (Thamnophilidae). Zasiedla jedynie atlantyckie lasy w południowo-wschodniej Brazylii i skrajnie północno-wschodniej Argentynie (prowincja Misiones). Jedyny przedstawiciel rodzaju Biatas; monotypowy.
Mierzy 18 cm, osiąga masę ciała 25–35 g. Samiec cechuje się czarną głową i trójkątnym śliniakiem (stąd nazwa), oddzielonymi od siebie białą obrożą. Reszta upierzenia jest brązowa, poza szarym spodem ciała. U samicy kasztanowa głowa i białe gardło, spód ciała płowy.
Pożywienie Biatas nigropectus stanowią pająki, a także mrówki i inne owady.
Międzynarodowa Unia Ochrony Przyrody (IUCN) od 1994 roku klasyfikuje śliniacznika jako gatunek narażony (VU – Vulnerable). Liczebność populacji, według szacunków, zawiera się w przedziale 2500–9999 dorosłych osobników i ciągle maleje. Przyczyną spadków liczebności jest przekształcanie jego środowiska na tereny miejskie, rolnicze i przemysłowe.